# Hopetoun
Hopetoun város Ausztrália Nyugat-Ausztrália államának déli részén, a Goldfields-Esperance régióban, Ravensthorpe kistérségben. A Perthtől 590 kilométernyire délkeletre fekvő település Esperance-tól 160 kilométernyire nyugatra, az Indiai-óceán partján található.

## Története
Hopetount 1900-ban alapították azzal a céllal, hogy kiszolgálja a Phillips River Mining District bányászati körzetet. A város nevét John Hope-ról, Ausztrália főkormányzójáról, Hopetoun 7. grófjáról kapta. A várost hivatalosan 1901. február 9-én ismerte el a kormányzat.
A város volt a Western Australian Government Railways vasút Ravensthorpe-ig futó vonalának végállomása; a bányászattal kapcsolatos szállítási igények kielégítése érdekében kikötő épült 1901-ben. A vasútvonalat 1925-ben, a kikötőt 1936-ban zárták be, míg a kikötői móló egészen 1985-ös lebontásáig állva maradt.
A városka egyes részein szél-dízel hibrid üzemelésű erőművek szolgáltatják az elektromos áramot. Hopetounban két 600 kilowattos szélturbina termel energiát.
Az FQM Australia bányavállalat 2010 februárjában felvásárolta az RNO nikkelbányát a BHP Billiton bányavállalattól. Az első termelési időszak 2011 novemberében indult be, és az első exporthajó 2011. november 25-én indult útjára. A kereskedelmi termelés 2011. december 28-án indult el, amelynek következtében 450 embernek jut munkalehetőség a Hopetoun-Ravensthorpe régióban.
A városban általános iskola, rendőrőrs, körzeti orvos található, valamint kórházát együtt üzemelteti Ravensthorpe-pal. Hopetounban ezenfelül vendéglátóipari egységek, pékség, szupermarket, két kávézó, két fodrászüzlet, ajándékbolt és szépségszalon is található. A népesség a 2011-es adatok szerint 1398 fő.

## Fordítás
Ez a szócikk részben vagy egészben  a   Hopetoun, Western Australia című angol Wikipédia-szócikk ezen változatának fordításán alapul.  Az eredeti cikk szerkesztőit annak laptörténete sorolja fel. Ez a jelzés csupán a megfogalmazás eredetét és a szerzői jogokat jelzi, nem szolgál a cikkben szereplő információk forrásmegjelöléseként.